# Confederació quitu
La confederació quitu (sovint mal anomenada regne de Quito) fou una agrupació de pobles precolombins estesa a partir del segle xiv a la zona nord de l'actual Equador, a la província de Pichincha i territoris propers.

## Descripció general
Formada inicialment a partir de la cultura de La Tolita, aquesta agrupació es convertí en una de la més poderoses i políticament organitzades del territori equatorià. Juntament amb les properes confederació caranqui al nord i la confederació cañari, al sud, representa el procés anomenat «d'integració» en què les diverses cultures tendeixen a unir-se formant protoestats en forma de cabdillatges. El centre més important de la confederació quitu era la ciutat de Quito i destaca la construcció de turons piramidals, circulars o ovalats (tolas) amb finalitats cerimonials. En aquests anys, Quito es convertí en centre d'una extensa xarxa de camins i d'intercanvi econòmic, gràcies a la seva condició de mercat regional. La confederació quitu i la confederació caranqui (situada més al nord) s'oposaren amb força a la penetració inca que s'inicià a finals del segle xv i començaments del segle xvi: Túpac Yupanqui penetrà al territori quitu, en aquells moments governat o, com a mínim, dirigit militarment pel cabdill Pilla-Guasu. Es desconeix com es va produir exactament la conquesta inca i tampoc és del tot clar si les dues confederacions, quitu i caranqui, van mantenir algun tipus de lligam polític en aquells moments.

## Aspectes historiogràfics
Els treballs historiogràfics inicials del jesuïta Juan de Velasco, al segle xviii, amb la seva obra Historia del Reyno de Quito en la América Meridional, han estat molt influents, però moltes de les seves suposicions han quedat desmentides o matisades pels estudis historiogràfics actuals. Segons Velasco, que combina la història de la confederació quitu i la confederació caranqui i forma un sol i ahistòric «Regne de Quito», els governants s'anomenaven shyris o scyris. El relat de Velasco segueix les línies següents. La penetració inca es produí en temps del shyri Hualcopo Duchicela i després de durs enfrontaments sotmeté el territori i l'integrà a l'imperi. En temps de Huayna Cápac, però, es produïren greus enfrontaments en territori quitu: el nou shyri, Cacha Duchicela, ordenà un aixecament massiu, que culminà en la massacre de Yaguarcocha («llacuna de la sang») per part de les tropes inques. Després d'aquests fets, Huayna Cápac aconseguí pacificar el territori casant-se amb una princesa quitu, Paccha o Tuta Paclla, i s'establí a la ciutat de Quito, prosseguint una tendència a donar més pes a la part septentrional de l'imperi. En realitat, la resistència més forta a la penetració inca i l'episodi de Yaguarcocha es corresponen a la confederació caranqui.